# Enrique Sapena
Enrique Sapena Granell (ur. 17 stycznia 1930 w Walencji, zm. 7 czerwca 2008 tamże) – hiszpański polityk i związkowiec, parlamentarzysta krajowy, poseł do Parlamentu Europejskiego II i III kadencji.

## Życiorys
Uzyskał wykształcenie techniczne, a także licencjat z ekonomii. Pracował w państwowym przewoźniku kolejowym RENFE. Od połowy lat 50. działał w nielegalnych wówczas strukturach związkowych Unión General de Trabajadores oraz Hiszpańskiej Socjalistycznej Partii Robotniczej. Po przemianach politycznych w 1977 został posłem do konstytuanty, następnie od 1979 do 1986 zasiadał w Kongresie Deputowanych I i II kadencji. W latach 1986–1987 wchodził w skład hiszpańskiego Senatu.
Po akcesji Hiszpanii do Wspólnot Europejskich w 1986 objął mandat posła do Europarlamentu II kadencji. Utrzymał go w wyborach powszechnych w 1987 i 1989. Był m.in. członkiem frakcji socjalistycznej, pracował głównie w Komisji ds. Transportu i Turystyki.